# جایزه امپایر بهترین فیلم
جایزه امپایر بهترین فیلم (انگلیسی: Empire Award for Best Film) جایزه‌ای که از سال ۱۹۹۶ آغاز شد و در آن به برترین فیلم سال از از طرف مجله امپایر به عنوان برگزارکننده مراسم جوایزی اهدا می‌شود.

## برنده‌ها و نامزدها

### دهه ۲۰۰۰
| سال         | فیلم                                     | منبع   |
| ----------- | ---------------------------------------- | ------ |
| ۲۰۰۰ (5th)  | ماتریکس                                  | [ ۱ ]  |
| ۲۰۰۰ (5th)  | آستین پاورز: جاسوسی که مرا تکان داد      | [ ۱ ]  |
| ۲۰۰۰ (5th)  | باشگاه مبارزه (فیلم)                     | [ ۱ ]  |
| ۲۰۰۰ (5th)  | ناتینگ هیل (فیلم)                        | [ ۱ ]  |
| ۲۰۰۰ (5th)  | حس ششم (فیلم)                            | [ ۱ ]  |
| ۲۰۰۱ (6th)  | گلادیاتور (فیلم ۲۰۰۰)                    | [ ۲ ]  |
| ۲۰۰۱ (6th)  | زیبایی آمریکایی                          | [ ۲ ]  |
| ۲۰۰۱ (6th)  | ببر خیزان، اژدهای پنهان                  | [ ۲ ]  |
| ۲۰۰۱ (6th)  | وفاداری بزرگ (فیلم)                      | [ ۲ ]  |
| ۲۰۰۱ (6th)  | مگنولیا (فیلم)                           | [ ۲ ]  |
| ۲۰۰۲ (7th)  | ارباب حلقه‌ها: یاران حلقه                 | [ ۳ ]  |
| ۲۰۰۲ (7th)  | هوش مصنوعی (فیلم)                        | [ ۳ ]  |
| ۲۰۰۲ (7th)  | هری پاتر و سنگ جادو (فیلم)               | [ ۳ ]  |
| ۲۰۰۲ (7th)  | مولن روژ!                                | [ ۳ ]  |
| ۲۰۰۲ (7th)  | دیگران (فیلم ۲۰۰۱)                       | [ ۳ ]  |
| ۲۰۰۳ (8th)  | ارباب حلقه‌ها: دو برج (فیلم)              | [ ۴ ]  |
| ۲۰۰۳ (8th)  | روزی دیگر بمیر                           | [ ۴ ]  |
| ۲۰۰۳ (8th)  | گزارش اقلیت (فیلم)                       | [ ۴ ]  |
| ۲۰۰۳ (8th)  | جاده‌ای به‌سوی تباهی                       | [ ۴ ]  |
| ۲۰۰۳ (8th)  | مرد عنکبوتی (فیلم)                       | [ ۴ ]  |
| ۲۰۰۴ (9th)  | ارباب حلقه‌ها: بازگشت پادشاه (فیلم)       | [ ۵ ]  |
| ۲۰۰۴ (9th)  | کوهستان سرد                              | [ ۵ ]  |
| ۲۰۰۴ (9th)  | بیل را بکش بخش ۱                         | [ ۵ ]  |
| ۲۰۰۴ (9th)  | دزدان دریایی کارائیب: نفرین مروارید سیاه | [ ۵ ]  |
| ۲۰۰۴ (9th)  | ایکس ۲: مردان متحد                       | [ ۵ ]  |
| ۲۰۰۵ (10th) | برتری بورن (فیلم)                        | [ ۶ ]  |
| ۲۰۰۵ (10th) | وثیقه (فیلم)                             | [ ۶ ]  |
| ۲۰۰۵ (10th) | بیل را بکش بخش ۲                         | [ ۶ ]  |
| ۲۰۰۵ (10th) | مرد عنکبوتی ۲                            | [ ۶ ]  |
| ۲۰۰۵ (10th) | شگفت‌انگیزان                              | [ ۶ ]  |
| ۲۰۰۶ (11th) | کینگ کونگ (فیلم ۲۰۰۵)                    | [ ۷ ]  |
| ۲۰۰۶ (11th) | تصادف (فیلم ۲۰۰۴)                        | [ ۷ ]  |
| ۲۰۰۶ (11th) | شهر گناه (فیلم ۲۰۰۵)                     | [ ۷ ]  |
| ۲۰۰۶ (11th) | جنگ ستارگان اپیزود سوم: انتقام سیت       | [ ۷ ]  |
| ۲۰۰۶ (11th) | جنگ دنیاها (فیلم ۲۰۰۵)                   | [ ۷ ]  |
| ۲۰۰۷ (12th) | کازینو رویال (فیلم ۲۰۰۶)                 | [ ۸ ]  |
| ۲۰۰۷ (12th) | هزارتوی پن                               | [ ۸ ]  |
| ۲۰۰۷ (12th) | بازگشت سوپرمن (فیلم)                     | [ ۸ ]  |
| ۲۰۰۷ (12th) | رفتگان                                   | [ ۸ ]  |
| ۲۰۰۷ (12th) | یونایتد ۹۳ (فیلم)                        | [ ۸ ]  |
| ۲۰۰۸ (13th) | اولتیماتوم بورن (فیلم)                   | [ ۹ ]  |
| ۲۰۰۸ (13th) | هری پاتر و محفل ققنوس (فیلم)             | [ ۹ ]  |
| ۲۰۰۸ (13th) | راتاتویی (فیلم)                          | [ ۹ ]  |
| ۲۰۰۸ (13th) | قتل جسی جیمز به‌دست رابرت فورد بزدل       | [ ۹ ]  |
| ۲۰۰۸ (13th) | زودیاک (فیلم)                            | [ ۹ ]  |
| ۲۰۰۹ (14th) | شوالیه تاریکی (فیلم)                     | [ ۱۰ ] |
| ۲۰۰۹ (14th) | مرد آهنی (فیلم ۲۰۰۸)                     | [ ۱۰ ] |
| ۲۰۰۹ (14th) | جایی برای پیرمردها نیست (فیلم)           | [ ۱۰ ] |
| ۲۰۰۹ (14th) | خون به پا خواهد شد                       | [ ۱۰ ] |
| ۲۰۰۹ (14th) | وال-ئی                                   | [ ۱۰ ] |

### دهه ۲۰۱۰
| سال         | فیلم                               | منبع          |
| ----------- | ---------------------------------- | ------------- |
| ۲۰۱۰ (15th) | آواتار (فیلم ۲۰۰۹)                 | [ ۱۱ ] [ ۱۲ ] |
| ۲۰۱۰ (15th) | منطقه ۹                            | [ ۱۱ ] [ ۱۲ ] |
| ۲۰۱۰ (15th) | حرامزاده‌های لعنتی                  | [ ۱۱ ] [ ۱۲ ] |
| ۲۰۱۰ (15th) | پیشتازان فضا (فیلم)                | [ ۱۱ ] [ ۱۲ ] |
| ۲۰۱۰ (15th) | مهلکه                              | [ ۱۱ ] [ ۱۲ ] |
| ۲۰۱۱ (16th) | تلقین (فیلم)                       | [ ۱۳ ]        |
| ۲۰۱۱ (16th) | کیک-اس                             | [ ۱۳ ]        |
| ۲۰۱۱ (16th) | Scott Pilgrim vs. the World        | [ ۱۳ ]        |
| ۲۰۱۱ (16th) | سخنرانی پادشاه                     | [ ۱۳ ]        |
| ۲۰۱۱ (16th) | شبکه اجتماعی (فیلم)                | [ ۱۳ ]        |
| ۲۰۱۲ (17th) | هری پاتر و یادگاران مرگ - قسمت دوم | [ ۱۴ ]        |
| ۲۰۱۲ (17th) | رانندگی (فیلم)                     | [ ۱۴ ]        |
| ۲۰۱۲ (17th) | ظهور سیاره میمون‌ها                 | [ ۱۴ ]        |
| ۲۰۱۲ (17th) | دختری با خالکوبی اژدها (فیلم ۲۰۱۱) | [ ۱۴ ]        |
| ۲۰۱۲ (17th) | بندزن خیاط سرباز جاسوس (فیلم)      | [ ۱۴ ]        |
| ۲۰۱۳ (18th) | اسکای‌فال                           | [ ۱۵ ]        |
| ۲۰۱۳ (18th) | جنگوی زنجیربریده                   | [ ۱۵ ]        |
| ۲۰۱۳ (18th) | انتقام‌جویان (فیلم ۲۰۱۲)            | [ ۱۵ ]        |
| ۲۰۱۳ (18th) | شوالیه تاریکی برمی‌خیزد             | [ ۱۵ ]        |
| ۲۰۱۳ (18th) | هابیت: یک سفر غیرمنتظره            | [ ۱۵ ]        |
| ۲۰۱۴ (19th) | جاذبه (فیلم)                       | [ ۱۶ ]        |
| ۲۰۱۴ (19th) | ۱۲ سال بردگی                       | [ ۱۶ ]        |
| ۲۰۱۴ (19th) | کاپیتان فیلیپس (فیلم)              | [ ۱۶ ]        |
| ۲۰۱۴ (19th) | هابیت: برهوت اسماگ                 | [ ۱۶ ]        |
| ۲۰۱۴ (19th) | عطش مبارزه: اشتعال                 | [ ۱۶ ]        |
| ۲۰۱۵ (20th) | میان‌ستاره‌ای (فیلم)                 | [ ۱۷ ] [ ۱۸ ] |
| ۲۰۱۵ (20th) | پسرانگی                            | [ ۱۷ ] [ ۱۸ ] |
| ۲۰۱۵ (20th) | طلوع سیاره میمون‌ها                 | [ ۱۷ ] [ ۱۸ ] |
| ۲۰۱۵ (20th) | هابیت: نبرد پنج سپاه               | [ ۱۷ ] [ ۱۸ ] |
| ۲۰۱۵ (20th) | بازی تقلید                         | [ ۱۷ ] [ ۱۸ ] |
| ۲۰۱۶ (21st) | بازگشته (فیلم ۲۰۱۵)                | [ ۱۹ ] [ ۲۰ ] |
| ۲۰۱۶ (21st) | هشت نفرت‌انگیز                      | [ ۱۹ ] [ ۲۰ ] |
| ۲۰۱۶ (21st) | مکس دیوانه: جاده خشم               | [ ۱۹ ] [ ۲۰ ] |
| ۲۰۱۶ (21st) | مریخی (فیلم)                       | [ ۱۹ ] [ ۲۰ ] |
| ۲۰۱۶ (21st) | جنگ ستارگان: نیرو برمی‌خیزد         | [ ۱۹ ] [ ۲۰ ] |
| ۲۰۱۷ (22nd) | روگ وان                            | [ ۲۱ ]        |
| ۲۰۱۷ (22nd) | Hunt for the Wilderpeople          | [ ۲۱ ]        |
| ۲۰۱۷ (22nd) | ورود (فیلم ۲۰۱۶)                   | [ ۲۱ ]        |
| ۲۰۱۷ (22nd) | لا لا لند                          | [ ۲۱ ]        |
| ۲۰۱۷ (22nd) | ددپول (فیلم)                       | [ ۲۱ ]        |